# Everybody's Got a Story
«Everybody's Got a Story» es la canción que da nombre al tercer álbum de estudio de la cantante canadiense Amanda Marshall, publicado el 13 de noviembre de 2001 por Columbia Records.

## Composición y arreglos
«Everybody's Got a Story» fue compuesta por Amanda Marshall, Billy Mann, y Molecules. Fue producida por Peter Asher y Mann, y fue mezclada por George Massenburg. Ha sido descrita como una canción de rock acústico con “sabores crudos de R&B y funk” por la revista Billboard.

## Recepción de la crítica
Eric Alese de Billboard escribió: “Sobre un ritmo funky de medio tiempo, la letra de «[Everybody's Got a] Story» te hace sentarte y pensar, impulsado por la conmovedora voz de Marshall”.  Él añadió: “Solo los primeros 10 segundos muestran una obertura del corte, con el arreglo de cuerdas, los rasguños y la guitarra acústica, creando una atmósfera agradable y relajada en la que la melodía captará los oídos de muchos”. William Ruhlmann de AllMusic declaró: “En la canción que da nombre al álbum, una frase cansada la inspira a pensar en cómo son realmente las personas, [...] ‘Don't assume everything on the surface is what you see,’ advierte, y luego continúa ampliando ese tema en el resto de las canciones de la historia del álbum. Eso puede hacer que la colección suene un poco sermoneadora, pero ya en la primera canción es evidente que ella está hablando tanto consigo misma como con cualquier otra persona”.

## Posicionamiento
| Gráfica (2002)                | Pico de posición |
| ----------------------------- | ---------------- |
| Países Bajos (Single Top 100) | 92               |